# 透绿柱石
透绿柱石是绿柱石的无色变种，其主要化学成分为硅酸铝铍（Be3Al2(SiO3)6），它的英语名称为Goshenite，来自于其发现地美国马萨诸塞州的歌珊镇。
它的颜色浅、缺少光泽，因此在珠宝行业中并不受欢迎，它的丰富储量降低了它的价格。
它在γ射线照射或受到中子轰击后，它会由于其中Ca、Sc、Ti、V、Fe和Co杂质而变成黄、绿、粉红、蓝色等多种颜色。